# Macgregoromyia fohkienensis
Macgregoromyia fohkienensis är en tvåvingeart som beskrevs av Alexander 1949. Macgregoromyia fohkienensis ingår i släktet Macgregoromyia och familjen storharkrankar. Inga underarter finns listade i Catalogue of Life.